# Massif des Lièvres
Le massif des Lièvres (en russe : Заячья Тундра, Zaïatchia Toundra) est une chaîne de montagnes qui s'étend dans l'oblast de Mourmansk, en Russie lapone. Elle se trouve à l'ouest de la péninsule de Kola et son point culminant atteint 570 mètres d'altitude.